# Чернихув (гмина, Краковский повет)
Чернихув (пол. Czernichów) — сельская гмина (волость) в Польше, входит как административная единица в Краковский повет, Малопольское воеводство. Население — 12 798 человек (на 2004 год).

## Демография
Данные по оценки численности населения 2004 года:
| Оценка                         | Всего   | Всего | Женщины | Женщины | Мужчины | Мужчины |
| ------------------------------ | ------- | ----- | ------- | ------- | ------- | ------- |
| Единицы                        | человек | %     | человек | %       | человек | %       |
| Население                      | 12 798  | 100   | 6494    | 50,7    | 6304    | 49,3    |
| Плотность населения (чел./км²) | 152,7   | 152,7 | 77,5    | 77,5    | 75,2    | 75,2    |

## Населённые пункты
Беднаже, Воловице, Домброва-Шляхецка, Загаче, Камень, Клокочин, Нова-Весь-Шляхецка, Пшегиня-Духовна, Пшегиня-Народова, Ратанице, Русоцице, Рыбна, Чернихув, Чулувек.

## Соседние гмины
1. Гмина Альверня
2. Гмина Бжезница
3. Гмина Кшешовице
4. Гмина Лишки
5. Гмина Скавина
6. Гмина Спытковице